# Phytoseius kazusanus
Phytoseius kazusanus är en spindeldjursart som beskrevs av Ehara 1994. Phytoseius kazusanus ingår i släktet Phytoseius och familjen Phytoseiidae. Inga underarter finns listade i Catalogue of Life.